# 可交换素数
可交換質數（permutable prime）是指一個質數，在特定進制下的各位數字可以任意交換位置，其結果仍為質數。數學家
Hans-Egon Richert最早研究這類的質數，命名為可交換質數，不過這類質數也被稱為絕對質數（absolute primes）。
以下是十進制下所有已知的，小於49081位數的可交換質數（OEIS數列A003459）：
2, 3, 5, 7, 11, 13, 17, 31, 37, 71, 73, 79, 97, 113, 131, 199, 311, 337, 373, 733, 919, 991, R19 (1111111111111111111), R23, R317, R1031。
以上有些質數的的數字相同，只是位置不同，例如13和31，若這類由同一質數交換位置所得的質數只用一個作為代表，那麼只有16組可交換質數：
2, 3, 5, 7, R2, 13, 17, 37, 79, 113, 199, 337, R19, R23, R317, R1031.
其中Rn = {\displaystyle {\tfrac {10^{n}-1}{9}}}是循環單位，是由n個1組成的（十進位）數字。循環單位的質數是可交換質數，不過也有些可交換質數的定義中包括至少有二個不同的數字，此定義下循環單位的質數就不是可交換質數。
所有超過1位數的可交換質數都是由1,3,7,9數字組成，不包括所有偶數及5，因為若有出現這些數字，這些數字在交換位置後可能會在個位數，而超過1位數的數字，若個位數為偶數或是5，一定不是質數。已有數字家證明沒有任一個可交換質數中有1,3,7,9中的三個數字，也沒有任一個可交換質數其中有1,3,7,9中的二個數字，且每個數字出現不止一次。
對於3 < n < 6·10175的正整數n，不存在n位數且不是循環單位的可交換質數。目前猜想除了上述數字外，不存在其他的可交換質數。
在二進制中，只有循環單位才可能是可交換質數，因此若任何一位數為0，這個0交換位置到最末位時，數字是合數，不是質數。因此二進制的可交換質數即為梅森素数。此概念可以延伸到其他進位制中，一位數的質數必定是可交換質數，而超過一位數可交換質數的各位數字一定是由和進位制基數互質的數所組成。